# فرنسيس كامبل (دبلوماسي)
فرنسيس كامبل (بالإنجليزية: Francis Campbell)‏ هو دبلوماسي بريطاني، ولد في 20 أبريل 1970 في نيوري في المملكة المتحدة.